# Vi de Còrsega

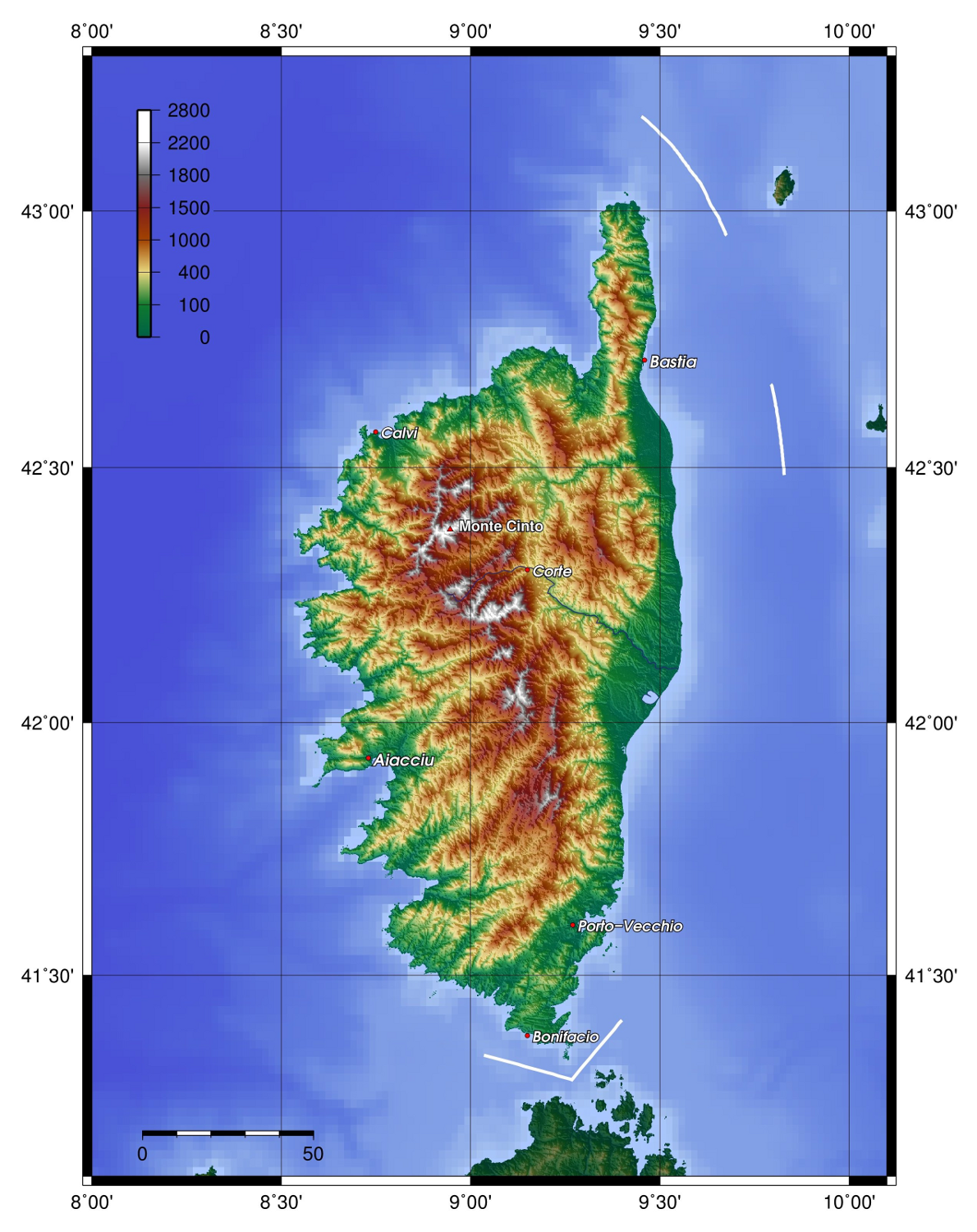
Mapa topogràfic de Còrsega

Els vins de Còrsega són uns vins d'una llarga tradició amb unes vinyes que s'estenen per la major part del litoral de l'illa de Còrsega i on es cultiven majoritàriament unes varietats de ceps autòctones.

## Geografia
L'illa de Còrsega està formada per una carena de muntanyes que culmina a més de 2.000 metres d'altitud. Les planes litorals i les nombroses valls tenen una exposició solar i un microclima diferenciat. Té una mitjana de 2.750 hores de sol a l'any, la major de França, però la calor és moderada per la influència del mar i la muntanya. Les gelades són rares i la primavera és precoç i plujosa.
El sòl és divers i apropiat per la vinya: esquistos a l'est, granits a l'oest, sediments al·luvials al centre i afloraments calcaris al nord i al sud.

## Història

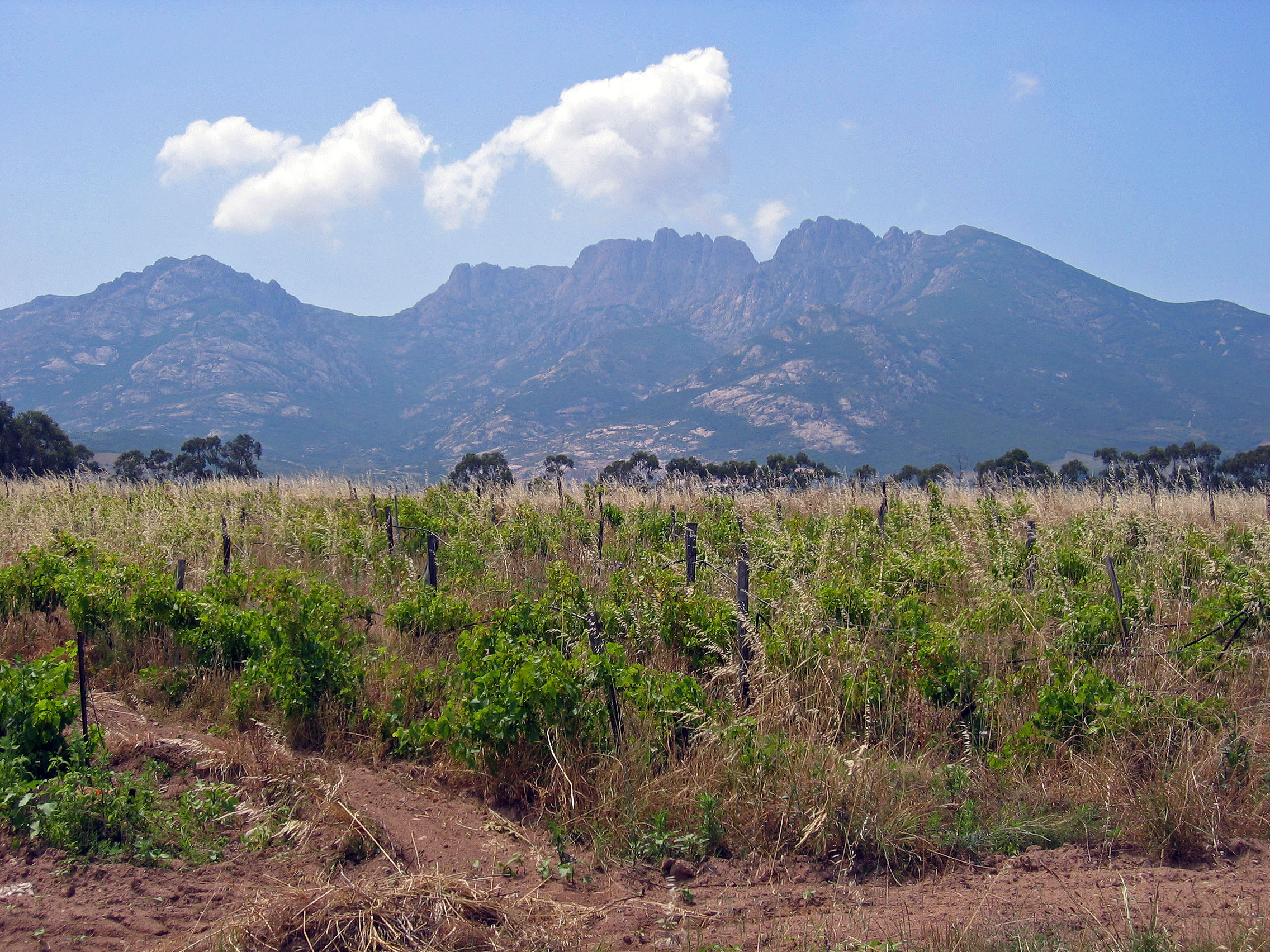
Vinyes prop de Calvi

Els grecs van iniciar l'elaboració del vi a Aléria, a la costa oriental, i posteriorment els romans hi van establir la capital de la província romana contribuint als desenvolupament de la vinya. A l'edat mitjana els mercaders de Pisa i de Gènova van afavorir el negoci dels vins del litoral nord de l'illa: Patrimonio, Cap Corse i Calvi.
Després de la plaga de la fil·loxera les vinyes no es recuperen fins a l'arribada dels repatriats d'Algèria, el 1961. Es van replantar sobretot ceps d'alt rendiment com la carinyena, la garnatxa tintera o el samsó. Algunes famílies, però, van continuar cultivant les varietats tradicionals.
La política vitícola de la comunitat europea va contribuir a la substitució dels ceps massa productius pels ceps tradicionals d'alta qualitat. Avui la majoria dels vins de l'illa tenen una marcada tipicitat deguda a les condicions del terreny i a la riquesa dels ceps majoritaris: sciaccarellu i niellucciu en les varietats negres, i vermentinu o malvasia de Còrsega en les blanques. Les altres varietats autòctones són minoritàries i no s'inclouen en els vins amb denominació d'origen: barbarossa, paga debiti, carcaghjolu neru, biancu gentile, genovese, rossola bianca. Les varietats d'importació que s'autoritzen en certes proporcions en els cupatges amb les varietats autòctones són l'ugni pels vins blancs i la sirà, la garnatxa, la garnatxa tintera i el samsó pels vins negres i rosats.

## Denominacions d'origen

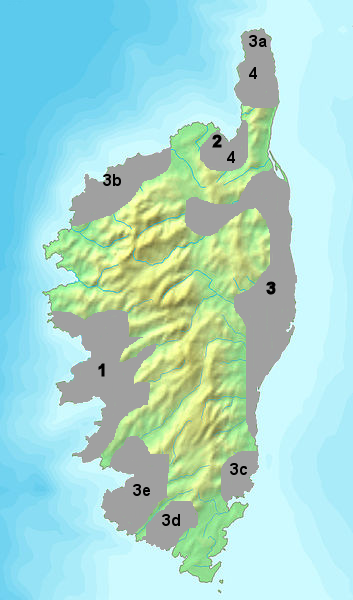
1 AOC Ajaccio
2 AOC Patrimonio
3 AOC Corse
3a AOC Corse Coteaux du Cap Corse
3b AOC Corse Calvi
3c AOC Corse Porto-Vecchio
3d AOC Corse Figari
3e AOC Corse Sartène
4 AOC Muscat du Cap Corse

Els vins amb denominació d'origen (Appellation d'Origine Contrôlée, AOC) són:
- Dues denominacions de categoria cru: AOC Ajaccio i AOC Patrimonio.
- Una denominació regional AOC Corse elaborada sobretot a la costa oriental.
- Denominacions comunals específiques dins de la denominació regional: AOC Corse Calvi, AOC Corse Coteaux du Cap Corse, AOC Corse Figari, AOC Corse Porto-Vecchio i AOC Corse Sartène.
- Una denominació Muscat du Cap Corse pel vi moscat de les vinyes de Patrimonio i del Cap Corse.

En la categoria de vi de la terra existeix una denominació regional de "Vin de Pays de l'Île de Beauté".
La producció total en la verema del 2009 va ser de 328.000 hectolitres amb un 35% de vins de qualitat produïts en les AOC, amb una productivitat en aquestes de 40 hl per hectàrea. Per denominacions la distribució és:
| AOC                            | Hectolitres | Percentatge |
| ------------------------------ | ----------- | ----------- |
| AOC Ajaccio                    | 8.157       | 8%          |
| AOC Corse                      | 69.510      | 67%         |
| AOC Corse Calvi                | 8.141       | 8%          |
| AOC Corse Figari               | 4.585       | 4%          |
| AOC Corse Sartène              | 6.590       | 6%          |
| AOC Corse Porto-Vecchio        | 3.220       | 3%          |
| AOC Corse Coteaux du Cap Corse | 845         | 1%          |
| AOC Patrimonio                 | 2.073       | 2%          |

Per tipus de vi, aproximadament la meitat són rosats i quasi un 2% són moscats. Destaquen els vins rosats grisos, de color pàl·lid, frescos, lleugers i fruitosos. En general, els vins de Còrsega no són gaire aptes per l'envelliment.